# Fuerza de Defensa del Pueblo (Birmania)
La Fuerza de Defensa del Pueblo (en birmano: ပြည်သူ့ကာကွယ်ရေးတပ်မတော်; PDF abreviado) es el brazo armado del Gobierno de Unidad Nacional (NUG), un organismo que afirma ser el gobierno legítimo de Myanmar. El brazo armado se formó el 5 de mayo de 2021 en respuesta al golpe de Estado ocurrido el 1 de febrero de 2021 y a la violencia en curso de la junta. La junta militar la designó como organización terrorista el 8 de mayo.
Según el comunicado del NUG, el PDF se dividió en cinco divisiones (norte, sur, centro, este y oeste), cada una con al menos tres brigadas. Cada brigada consta de cinco batallones, que se dividen a su vez en cuatro compañías. El 13 de julio de 2021, el ministro de defensa del NUG, Yee Mon, declaró que se esperaba que la fuerza de la milicia recién formada llegara a 8000 a finales de mes.

## Historia
Yee Mon, el ministro de defensa del NUG, anunció el 16 de abril de 2021 que el NUG establecería un brazo armado que cooperaría con varias organizaciones armadas étnicas para lanzar una revolución armada contra la junta. El 5 de mayo de 2021, el Gobierno de Unidad Nacional anunció la formación del PDF como "precursor de las fuerzas armadas federales". También afirmó que el PDF se forma en respuesta a la violencia que se vive en todo el país. El 28 de mayo de 2021, el NUG publicó un video de la ceremonia de graduación del PDF, anunciando que el brazo armado estaba listo para desafiar a las fuerzas de la junta militar.

### Enfrentamientos en el estado Shan
El PDF se enfrentó con el Tatmadaw en la ciudad de Muse el 23 de mayo de 2021, matando al menos a 13 miembros de las fuerzas de seguridad de Myanmar. Otro enfrentamiento ocurrió en la localidad de Moebyel, en el que murieron 20 miembros de la fuerza policial.

### Enfrentamientos en el estado Karenni
El PDF del estado Karenni lanzó ataques en los municipios de Demoso y Bawlakhe, matando al menos a veinte soldados y policías del Tatmadaw e incendiando tres puestos de avanzada el 26 de mayo de 2021. El Tatmadaw tomó represalias bombardeando zonas residenciales con artillería.
El 31 de mayo de 2021, la Fuerza de Defensa de las Nacionalidades Karenni (KNDF) se formó como una fusión de grupos PDF dispersos en el estado de Karenni y algunas organizaciones étnicas armadas locales, siendo la organización principal el Partido Progresista Nacional Karenni.

### Enfrentamientos en Sagaing
El PDF, junto con el Ejército de Independencia de Kachin, comenzó los asaltos a las posiciones del Tatmadaw en Katha, Sagaing a fines de mayo de 2021, matando a ocho soldados del régimen e hiriendo a trece. El 24 y 26 de junio de 2021, las fuerzas combinadas de las Fuerzas Armadas del Pueblo y del Ejército de Tierra se enfrentaron con el Tatmadaw y , según los informes, mataron al menos a 44 soldados del régimen.

### Enfrentamientos en Mandalay
A principios de junio de 2021, las actividades del PDF aumentaron significativamente en todo el distrito de Mandalay, y se informó de múltiples enfrentamientos violentos con las fuerzas de seguridad pro-junta en la ciudad de Mandalay y los municipios circundantes.
El 1 de junio, un combatiente de la PDF disparó a dos soldados, matando a uno, fuera de una escuela secundaria que las autoridades de la junta habían obligado a reabrir a pesar de un boicot a nivel nacional de las escuelas administradas por el gobierno. El líder del PDF en Mandalay, Bo Nat Khat, también se atribuyó la responsabilidad de los recientes atentados con bombas en cinco municipios. La junta militar ha calificado los ataques del PDF como actos de terrorismo.
En el municipio de Patheingyi, el 8 de junio, tres combatientes de la PDF en un vehículo embistieron a dos policías contra motocicletas en un ataque con un auto antes de dispararles y matarlos. El PDF se atribuyó la responsabilidad del ataque, que fue confirmado por un oficial de policía prodemocrático.
El 22 de junio, las fuerzas del Tatmadaw en vehículos blindados allanaron una base del PDF en el municipio de Chanmyathazi, lo que provocó la muerte de dos combatientes y seis arrestos, según el PDF. Fuentes de los medios de comunicación propiedad del Tatmadaw afirmaron que cuatro combatientes del PDF murieron y ocho fueron arrestados, mientras que algunas fuerzas de seguridad resultaron heridas. Más tarde ese día, el portavoz del PDF de Mandalay anunció que el grupo había "declarado la guerra" a la junta.

### Otras actividades
A principios de junio de 2021, una fuerza combinada de cinco grupos armados; el grupo escindido del Ejército Budista Democrático Karen (DKBA), PDF, el Consejo de Paz KNU / KNLA (KPC), Organización de Defensa Nacional de Karen (KNDO) y un grupo escindido de la Fuerza de la Guardia Fronteriza de Karen (BGF) se enfrentaron con Tatmadaw en la aldea de Phlu, Estado de Kayin. El general de brigada Saw Kyaw Thet, comandante en jefe del grupo escindido de la DKBA, declaró que los cinco grupos armados están cooperando en todo el estado de Karen.
Un aldeano de Kin Ma, en la región de Magway, informó el 15 de junio de 2021 que las fuerzas del PDF se habían enfrentado con las fuerzas de seguridad en el pueblo. Tras este incidente, las fuerzas del Tatmadaw incendiaron la aldea y mataron al menos a dos aldeanos.